# REFGR
REFGR er betegnelsen for et GPS-referencenet i Grønland, der blev etableret af Kort & Matrikelstyrelsen  fra 1996 til 2001. Nettet består af 258 GPS-opmålte punkter hovedsageligt fordelt langs vestkysten, da de fleste byer og bygder ligger her. Men også på østkysten i områderne omkring llloqqortoormiut (Scoresbysund) og Tasiilaq (Amrnassalik) er der etableret punkter.
Der er mindst to REFGR-punkter i hver af de ca. 85 byer og bygder, men der er også etableret punkter på udvalgte steder udenfor byområderne. REFGR-nettet definerer reference systemet GR96 i Grønland.